# Burgstelle Radegg
Die Burgstelle Radegg ist eine abgegangene mittelalterliche Höhenburg bei Teufen im Kanton Zürich in der Schweiz.

## Lage
Die Burgstelle liegt 1,3 km nördlich von Unterteufen am Ostufer des Rheins auf einem Ausläufer des Irchels, dem Retigbuck. Östlich der Burgstelle führt die Irchelstrasse vorbei, die Flaach mit Freienstein verbindet. Die Burgstelle Radegg wird oft mit der Burgstelle Schlossbuck verwechselt, die 500 m nordwestlich in der Gemeinde Berg am Irchel liegt und teilweise auch als Radegg bezeichnet wird. Von Unterteufen ist die Burgstelle zu Fuss entlang dem Rhein oder von der Strasse nach Flaach erreichbar.

## Geschichte
Wahrscheinlich war Radegg der Stammsitz der Freiherren Schad von Radegg, die von 1188 bis 1332 nachgewiesen werden konnten, die sich ab 1225 nach Radegg benannte. Es ist aber nicht genau bekannt, ob sich die Benennung auf diese Burgstelle, auf die in der Nähe liegende Burgstelle Schlossbuck oder auf die Ruine Radegg im Kanton Schaffhausen bezieht, wobei der Schlossbuck eher als die Burg Alt-Schollenberg interpretiert wird.
Nachdem die Schad von Radegg 1332 ausgestorben waren, übernahm die bürgerlich-ministeriale Familie von Radegg aus Schaffhausen die Burg. Die Familie war wahrscheinlich verwandt mit den Schad von Radegg, starb aber kurz darauf auch aus.
Die Burg Radegg wurde wahrscheinlich bereits im frühen 14. Jh. aufgegeben. Bei Grabungen im Jahre 1931 konnte nachgewiesen werden, dass die Anlage im Mittelalter besiedelt war. Es wurden Spuren eines Brandes gefunden sowie ein eiserner Dolch und Ofenkacheln.

## Bauwerk
Die Burg stand auf dem vom Irchel an den Rhein hinunterführenden Grat. Sie wurde gegen Osten von einem Halsgraben geschützt, durch den heute die Irchelstrasse verläuft. Westlich von diesem erstreckt sich ein etwa 60 m langes Plateau, auf dem wahrscheinlich die Vorburg stand. Weiter westlich, durch einen inneren Graben abgetrennt, folgte der Burghügel mit der Hauptburg, die auf einer planierten Fläche mit den Abmessungen 30 × 18 Metern stand. Eine runde Vertiefung im westlichen Teil der Fläche deutet auf einen Kellerraum oder eine Zisterne hin.
Gegen den Rhein schlossen sich weitere terrassierte Flächen an, auf denen  wahrscheinlich die Ökonomiegebäude standen.

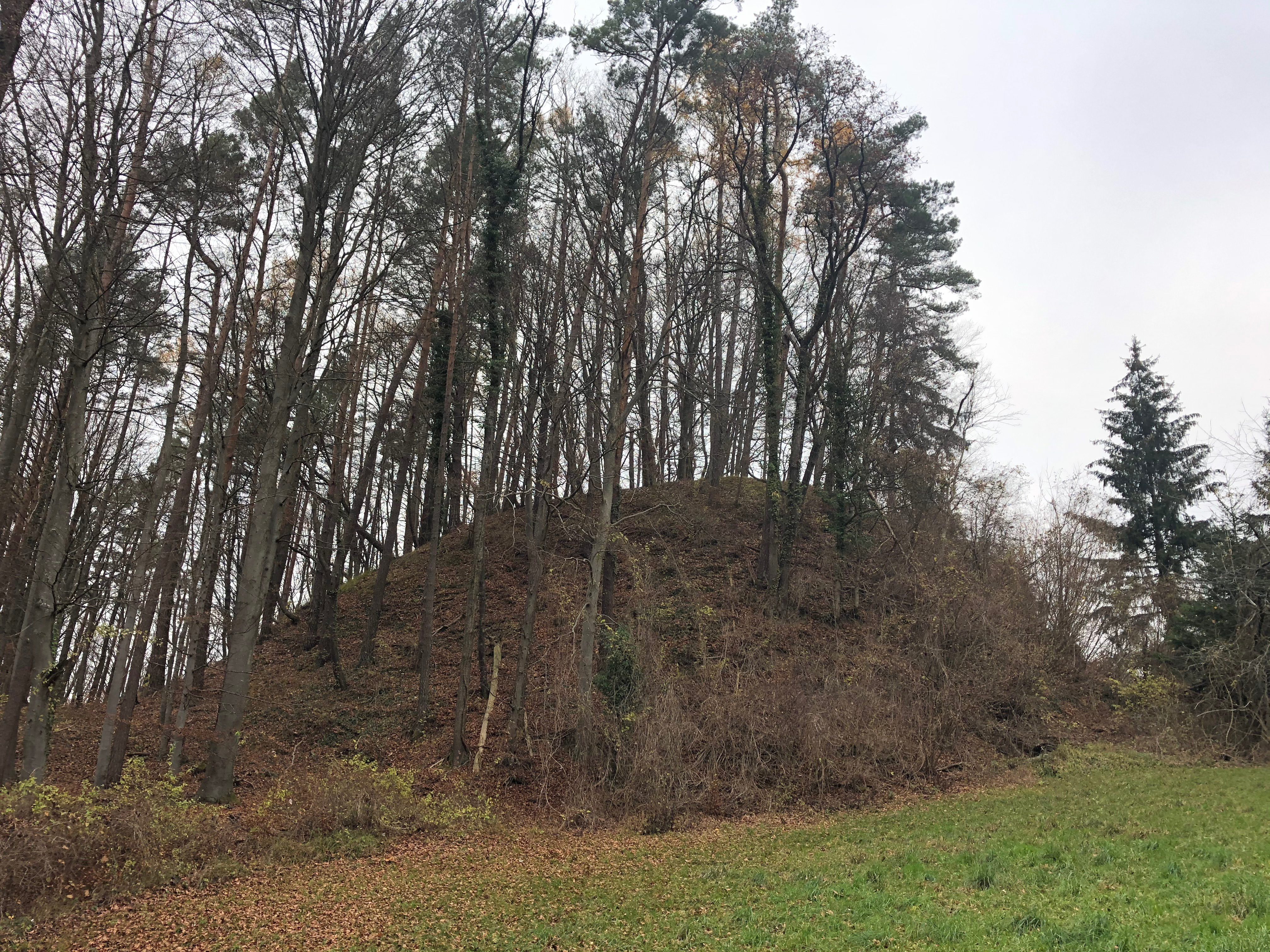
Burghügel von Süden
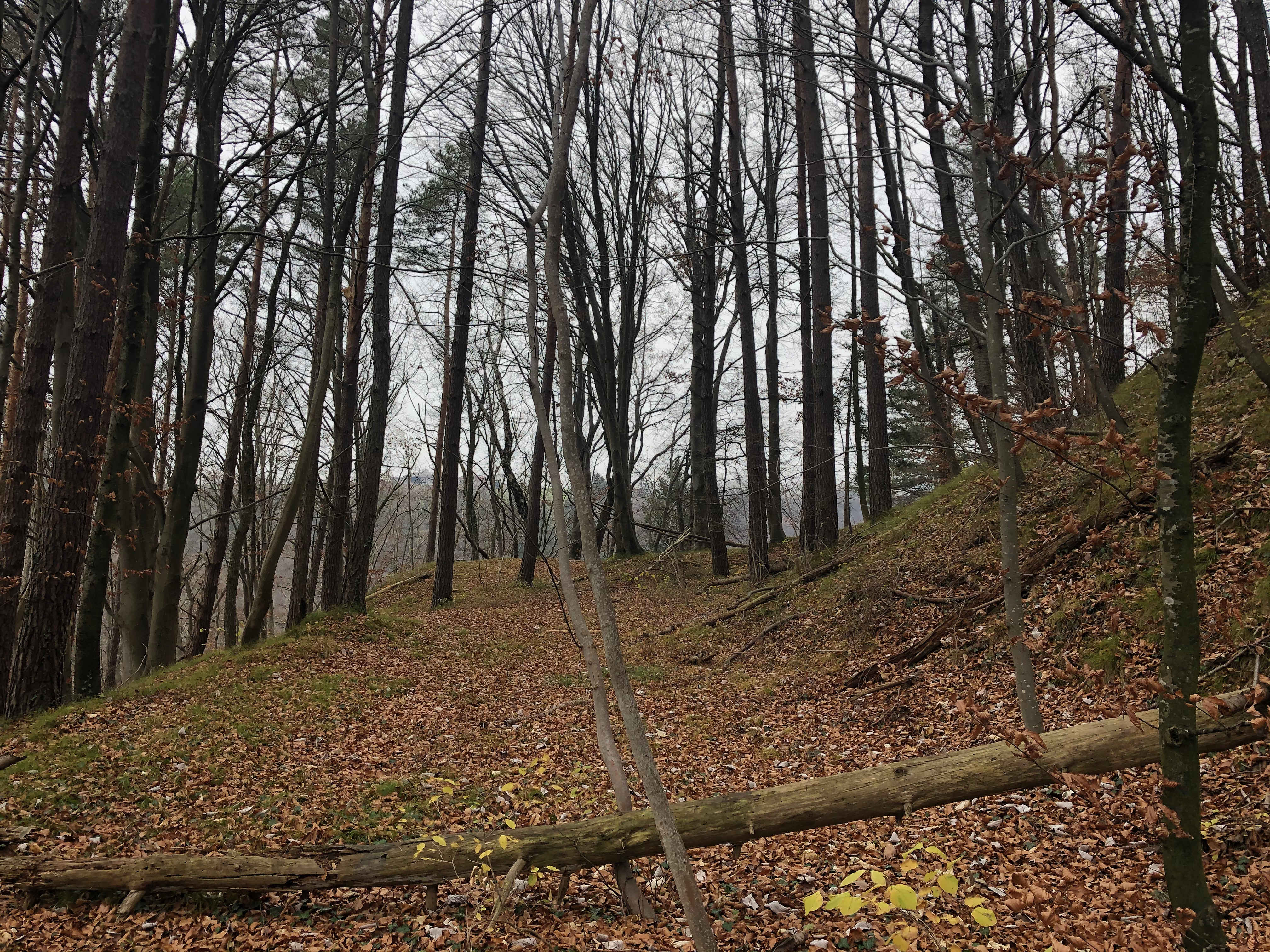
Terrasse im Südwesten
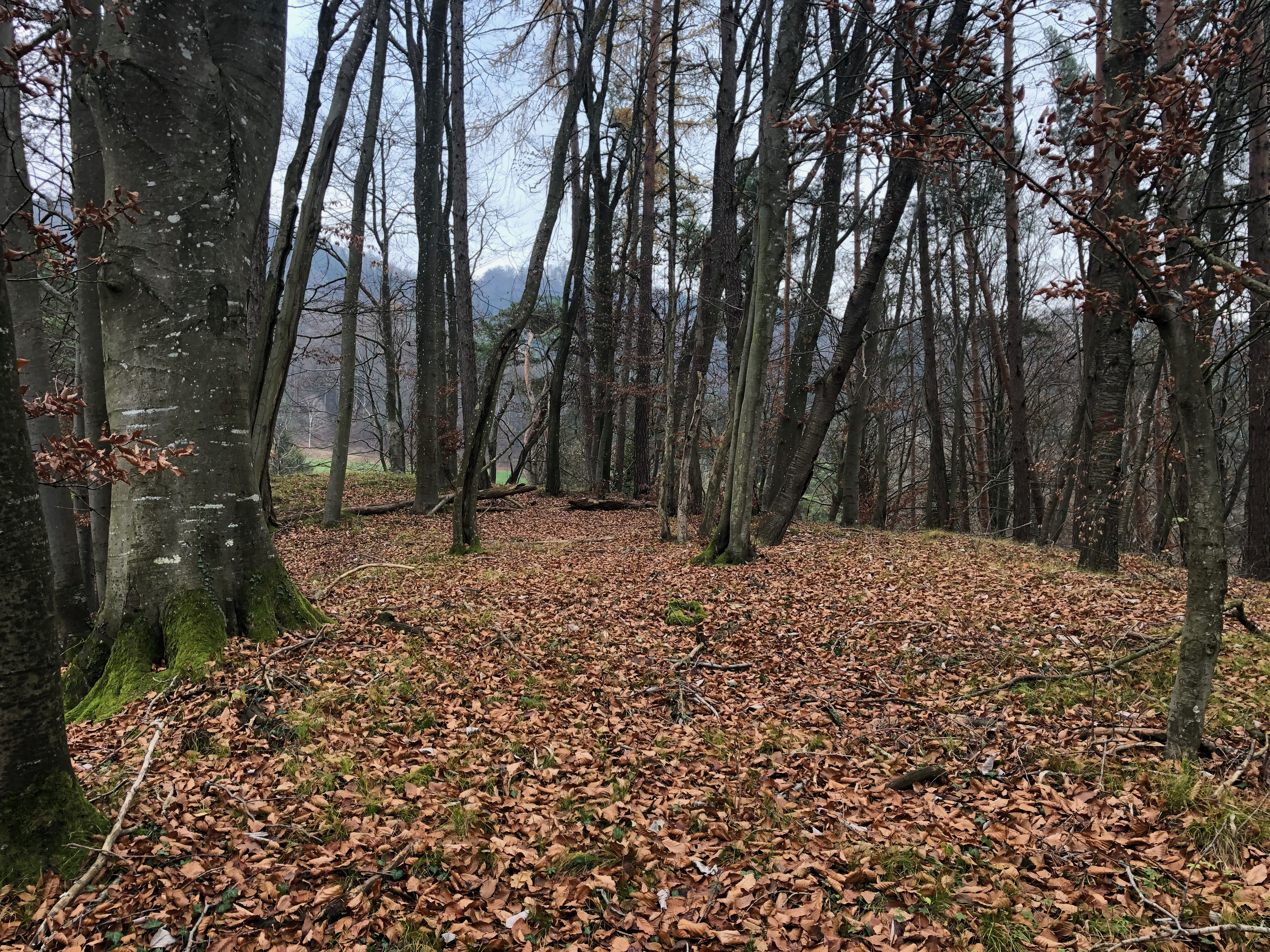
Standort der Kernburg
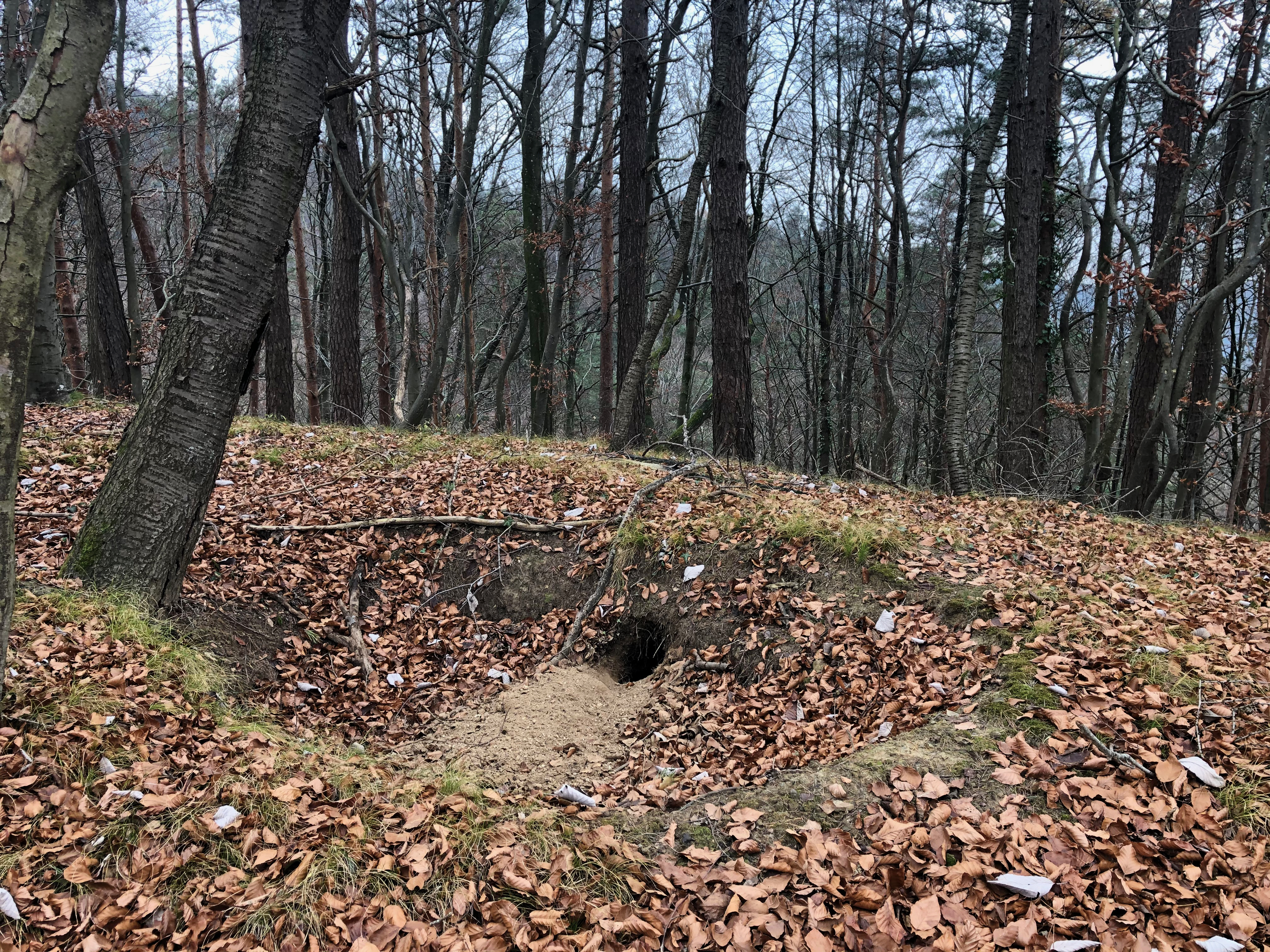
Runde Vertiefung, möglicher Standort einer Zisterne (mit Fuchsbau)
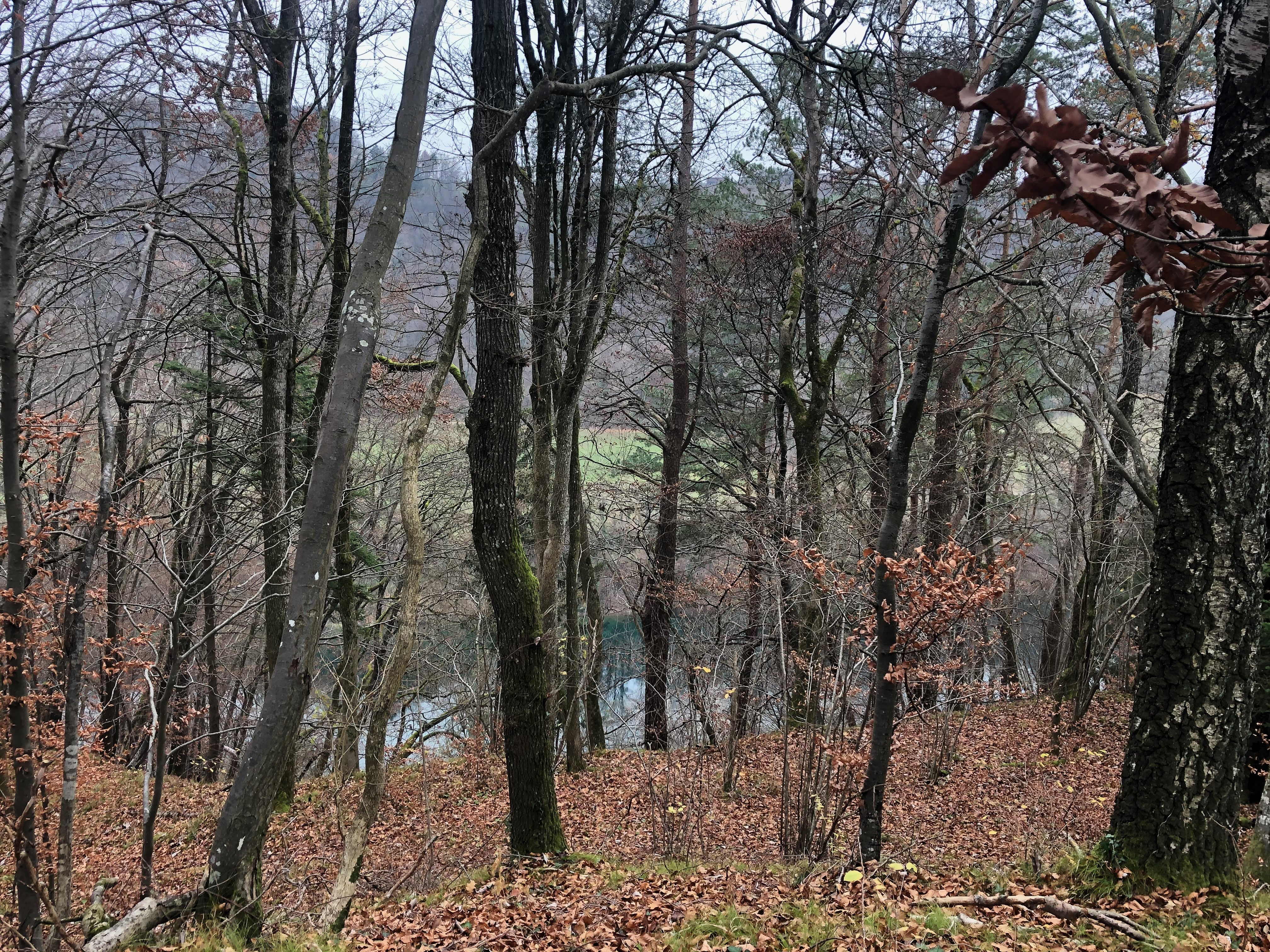
Blick nach Westen zum Rhein